# Diplotaxis siettiana
Diplotaxis siettiana är en korsblommig växtart som beskrevs av René Charles Maire. Diplotaxis siettiana ingår i släktet mursenaper, och familjen korsblommiga växter. IUCN kategoriserar arten globalt som akut hotad. Inga underarter finns listade i Catalogue of Life.